# Петрозаводски феномен
Петрозаводският феномен (на руски: Петрозаводский феномен, Петрозаводское диво) е поредица от аномални явления в атмосферата от септември 1977 до февруари 1978 г., главно над Петрозаводск (столицата на Република Карелия), но също и над Северозападна Русия, както и на места над северната част на Европа и Азия – от Копенхаген до Владивосток.
Особено характерно се проявява на 20 септември 1977 г. в небето над Петрозаводск. Описва се как неидентифициран летящ обект с крупни размери към 4 ч. сутринта минава над града и зависва над Онежкото езеро, като изпуска златисто-жълти лъчи. По прозорците на редица сгради остават овални отверстия. Явлението продължава 10 – 12 минути.
Редица изследователи считат, че феноменът е следствие от изстрелването същия ден (20 септември 1977 година) на спътника „Космос-955“ от космодрума Плесецк, намиращ се на 320 километра североизточно в съседната Архангелска област.
Яркото събитие добива популярност в страната. Съобщения за явлението са публикувани в местната („Ленинская правда“) и в централната съветска преса („Социалистическая индустрия“, „Известия“) и други медии, което дава тласък за изучаване в СССР на необясними за онова време явления.